# Maiolati Spontini
Maiolati Spontini es una localidad y comune italiana de la provincia de Ancona, región de las Marcas, con 6132 habitantes.

## Evolución demográfica
| Gráfica de evolución demográfica de Maiolati Spontini entre 1861 y 2001 |
|                                                                         |
| Fuente ISTAT - elaboración gráfica de Wikipedia                         |